# Championnat de Bosnie-Herzégovine féminin de football
Le championnat de Bosnie-Herzégovine féminin de football (bosnien : Ženska nogometna liga) est une compétition de football féminin opposant les huit meilleurs clubs de Bosnie-Herzégovine. Le champion se qualifie pour la Ligue des champions féminine de l'UEFA de la saison suivante.

## Histoire
Jusqu'en 2013, les clubs de la république serbe de Bosnie et ceux de la fédération de Bosnie-et-Herzégovine jouaient séparément. Les deux premiers de la Fédération et le champion de la République serbe s'affrontaient ensuite dans une poule à trois.
Le premier championnat uni est organisé en 2013 avec l'aide de l'UEFA.

## Palmarès
| Saison    | Champion          |
| --------- | ----------------- |
| 2001-2002 | NK Iskra Bugojno  |
| 2002-2003 | SFK 2000 Sarajevo |
| 2003-2004 | SFK 2000 Sarajevo |
| 2004-2005 | SFK 2000 Sarajevo |
| 2005-2006 | SFK 2000 Sarajevo |
| 2006-2007 | SFK 2000 Sarajevo |
| 2007-2008 | SFK 2000 Sarajevo |
| 2008-2009 | SFK 2000 Sarajevo |
| 2009-2010 | SFK 2000 Sarajevo |
| 2010-2011 | SFK 2000 Sarajevo |
| 2011-2012 | SFK 2000 Sarajevo |
| 2012-2013 | SFK 2000 Sarajevo |
| 2013-2014 | SFK 2000 Sarajevo |
| 2014-2015 | SFK 2000 Sarajevo |
| 2015-2016 | SFK 2000 Sarajevo |
| 2016-2017 | SFK 2000 Sarajevo |
| 2017-2018 | SFK 2000 Sarajevo |
| 2018-2019 | SFK 2000 Sarajevo |
| 2019-2020 | SFK 2000 Sarajevo |
| 2020-2021 | SFK 2000 Sarajevo |
| 2021-2022 | SFK 2000 Sarajevo |
| 2022-2023 | SFK 2000 Sarajevo |
| 2023-2024 | SFK 2000 Sarajevo |
| 2024-2025 | SFK 2000 Sarajevo |

## Bilan par clubs
| Club              | Titres |
| ----------------- | ------ |
| SFK 2000 Sarajevo | 23     |
| NK Iskra Bugojno  | 1      |